# Достать коротышку (телесериал)
«Достать коротышку» — американский телесериал, сюжет которого базируется на одноимённом романе-бестселлере Элмора Леонарда. В отличие от полнометражного фильма 1995 года (с участием таких звезд, как Джон Траволта, Джин Хэкмэн и Дэнни Де Вито) не является полноценной экранизацией романа, а представляет собой своего рода «знак уважения» культовому литературному произведению и его автору.
Третий сезон сериала завершился в ноябре 2019 года. К марту 2020 года компания EPIX не представила официальных сообщений как о продлении сериала, так и о его завершении. Тем не менее, с учётом высоких рейтингов и одобрения критиков, ожидается, что «Достать коротышку» будет продлен; премьера четвёртого сезона пройдёт осенью 2020 года.

## Сюжет
Майлз Дейли, один из бандитов группировки Амары де Эскалонес, приезжает по её поручению в Голливуд, где неожиданно оказывается в гуще событий кинобизнеса. Фактически он сам становится продюсером, привлекая к съемкам средства Амары. Однако привлечение криминала в Голливуд приводит к серьёзным проблемам, которые значительно усугубляются, когда интерес к этой коллизии возникает у ФБР.

## Роли и исполнители
- Крис О’Дауд — Майлз Дейли, один из боевиков в банде Амары де Эскалонес, проявляет интерес к кинобизнесу, видя в этом также шанс завязать с криминалом
- Рэй Романо — Рик Морвезер, голливудский кинопродюсер фильмов категории «B»
- Шон Бриджерс — Лу Дарнелл, коллега и напарник Майлза: сначала по криминалу, потом в кинобизнесе. Значительно уступает Дейли по интеллекту.
- Каролин Додд — Эмма Дейли, дочь Майлза.
- Лидия Порто — Амара де Эскалонес, глава крупной преступной группировки в Неваде.
- Гойя Роблс — Яго, племянник Амары, сочетает в себе низкий интеллект, крайне сомнительные моральные качества, любовь к наркотикам и истерический характер.
- Меган Стивенсон — Эйприл Квинн, продюсер, находится с сложных романических отношениях с Майлзом
- Стивен Уэбер — Лоуренс Бадд, крупный голливудский продюсер. Жёсткий и аморальный человек, находится в сложных неприязненных отношениях с Майлзом
- Петер Стормаре — Хафдис Санаэйорнссон, режиссёр фильма, который продюсируют Майлз и Рик. Роль не соответствует обычному амплуа Стормаре (зловещий персонаж, несущий угрозу)
- Фелисити Хаффман — Клара Диллард, ведущий спецагент ФБР, руководитель расследования по делу Амары де Эскалонес
- Эндрю Лидз — Кен Стивенсон, спецагент ФБР, младший коллега Клары Диллард